# Michel Berger (album)
Pour les articles homonymes, voir Michel Berger (homonymie).
Albums de Michel Berger
Puzzle
(1971) Chansons pour une fan
(1974)
Michel Berger, appelé aussi Cœur brisé, est le premier album studio enregistré par Michel Berger en tant que chanteur, après l'instrumental Puzzle édité par EMI Pathé Marconi en 1971. Il est sorti le 7 mars 1973 chez Warner Music,.
Cet album de Michel Berger, est surnommé Cœur brisé à cause de sa pochette où, sur un fond blanc, un cœur rouge est brisé par un point d'interrogation.
Les titres qui retiennent l'attention sont Donne-moi du courage, Attends-moi et Pour me comprendre.

## Titres
Toutes les chansons sont écrites et composées par Michel Berger.
| 1.    | Donne-moi du courage                          | 4:35 |
| 2.    | Si tu t'en vas                                | 2:42 |
| 3.    | Ni reine, ni princesse                        | 2:35 |
| 4.    | Oublie-moi de sitôt                           | 2:57 |
| 5.    | Je reviens de loin                            | 2:32 |
| 6.    | Ce que la pop music a fait d'une petite fille | 1:25 |
| 7.    | Attends-moi                                   | 2:41 |
| 8.    | Personne n'écoute                             | 2:45 |
| 9.    | Demain                                        | 2:42 |
| 10.   | Je trouverai autre chose                      | 3:15 |
| 11.   | Je t'aime vachement fort                      | 0:40 |
| 12.   | Pour me comprendre                            | 3:28 |
| 33:07 |                                               |      |

## Crédits
- Paroles et musique, piano et chants : Michel Berger
- Orchestrations : Michel Berger, Michel Bernholc et Jean-Pierre Castelain (2 et 8)
- Prise de son : René Roche
- Pochette de l'album : Jean-Marie Périer
- © 1973 Warner Music France / Éditions Piano Blanc